# 天使的傷痕
《天使的傷痕》（日语：／ Tenshi no Shoukon）是日本著名推理小說作家西村京太郎的代表作之一，他以此作品獲得1965年第11屆江戶川亂步獎。

## 劇情
新聞記者田島與恋人昌子在三角山約會時，發現久松實胸部被刀刃刺入，並因此死亡。他在死亡前留下這句不完整的留言。警察中村警部補根據「天使」這條線索搜查案件，而田島伸治也根據自己的判斷追蹤犯人。
1950至60年代發生的藥害事件反應停事件在此作品中有所著墨。

## 登場人物
- 田島伸治
男主角。新聞記者。
- 山崎昌子
田島的恋人。
- 久松實
週刊雑誌記者。田島與昌子約會中發現他被殺。
- 片岡有木子（安琪兒·片岡）
脫衣舞孃。
- 絹川文代
酒吧女老闆。
- 田熊金
久松公寓的管理人。
- 中村警部補
久松事件的捜査警察官。

## 電視劇
東京電視台系列曾製作成電視劇、2001年7月4日開始播映。

### 演出
- 田島伸治：村上弘明
- 山崎昌子：遠野凪子
- 久松実：原田大二郎
- 田熊金：千石規子
- 片岡有木子：岡元夕紀子
- 里村真一：平泉成
- 沼沢章吾：中山克巳
- 山崎謙介：松戶俊二
- 山崎英子：神野美紀
- 榎本成史：永森英二
- 絹川文代：多岐川裕美
- 緑川淳子：山村紅葉
- 坂東房枝：繪澤萠子
- 宮崎刑事：甲本雅裕
- 佐野和歌子：尾口衿子
- 坂東三郎：室田日出男
- 馬場彰：石倉三郎
- 沼沢時枝：床嶋佳子
- 中村警部補：佐野史郎

### 工作人員
- 原作：西村京太郎
- 脚本：吉田彌生
- 監督：田中康隆
- 製作人：不破敏之（東京電視台）、森下和清（BS JAPAN）、黒澤淳（TELEPACK）
- 製作：東京電視台、BS JAPAN、TELEPACK